# シャレール荻窪

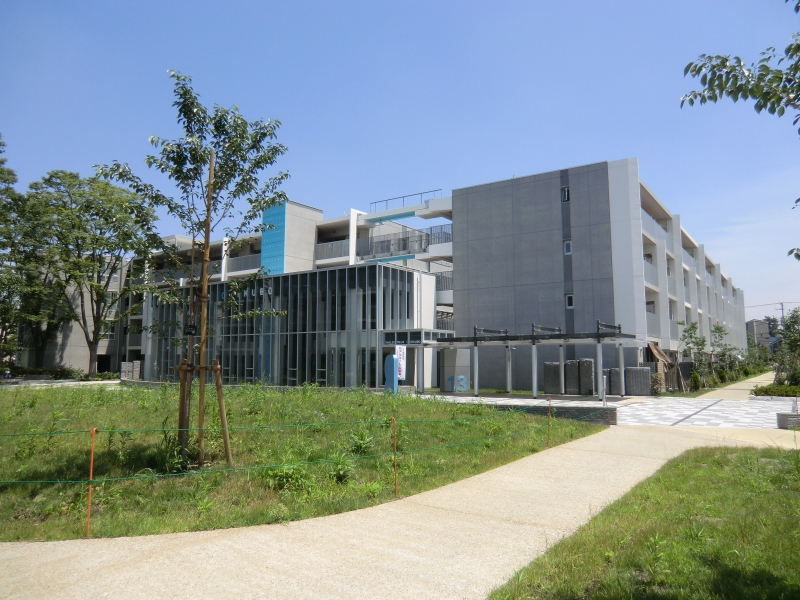
シャレール荻窪

シャレール荻窪（しゃれーるおぎくぼ）は、東京都杉並区荻窪3丁目に立地するUR都市機構の造成した旧公団住宅である。2011年（平成23年）、再生事業の完了を機に荻窪団地から改称した。

## 概要
1958年（昭和33年）に竣工。善福寺川の左岸に位置し、近くを東京都道311号環状八号線が通っている。荻窪3-5丁目及び上荻1丁目の広域避難場所（収容人員：約23,700名）に指定されている。
住棟の老朽化のため、都市計画「荻窪三丁目地区地区計画」（2007年12月19日告示）の一環として再生事業が行われた。全敷地の約半分を占める西側部分の住棟の建て替えとともに外周道路の拡幅や緑地・公園の整備などが行われ、2011年（平成23年）3月に竣工した。建て替え後の戸数は411戸。これに続き、住友不動産に売却された東側部分の住棟跡地に分譲マンションのシティーテラス（2棟225戸）が建設された。。また、北側の住棟跡地には2016年6月に特別養護老人ホーム「おぎくぼ紫苑」（運営事業者: 社会福祉法人櫻灯会）が開設され、１階は同法人が運営するデイサービス「ほのかおぎくぼ」になっている。その隣には、私立保育園「りとるぱんぷきんず」が開設された。また、かつて団地のシンボル的存在となっていた給水塔は、再生事業を機に取り壊されている。
なお、再生事業に合わせて、東京都道311号環状八号線の東側を西武池袋線富士見台駅付近から甲州街道まで南北に走る予定の都市計画道路補助215号線（幅員16m）が、団地の西端を縦貫して新たに建設される計画もあったが、2017年時点で着工の見通しが立っていない。

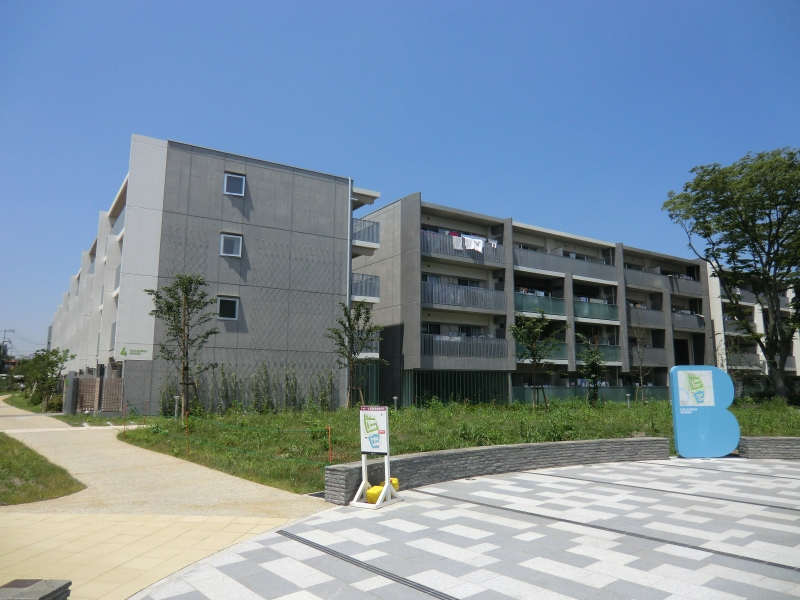
シャレール荻窪
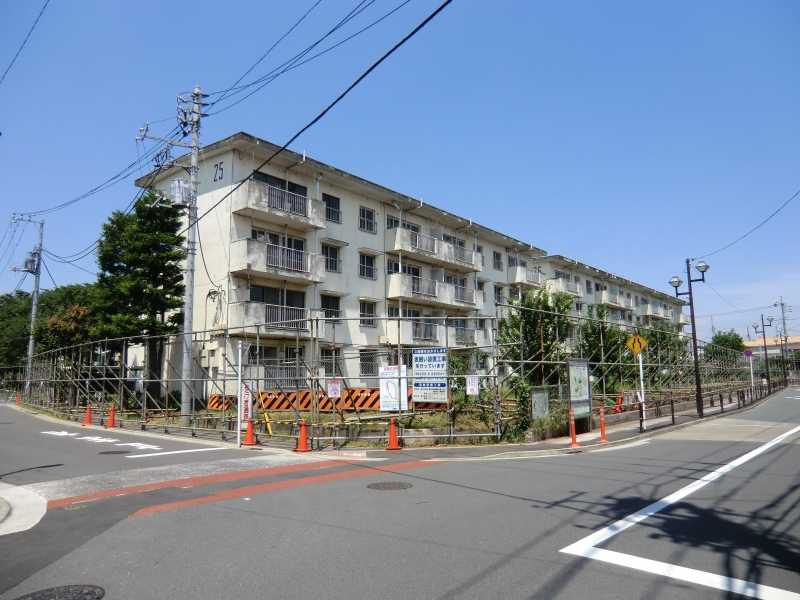
取り壊し中の荻窪団地
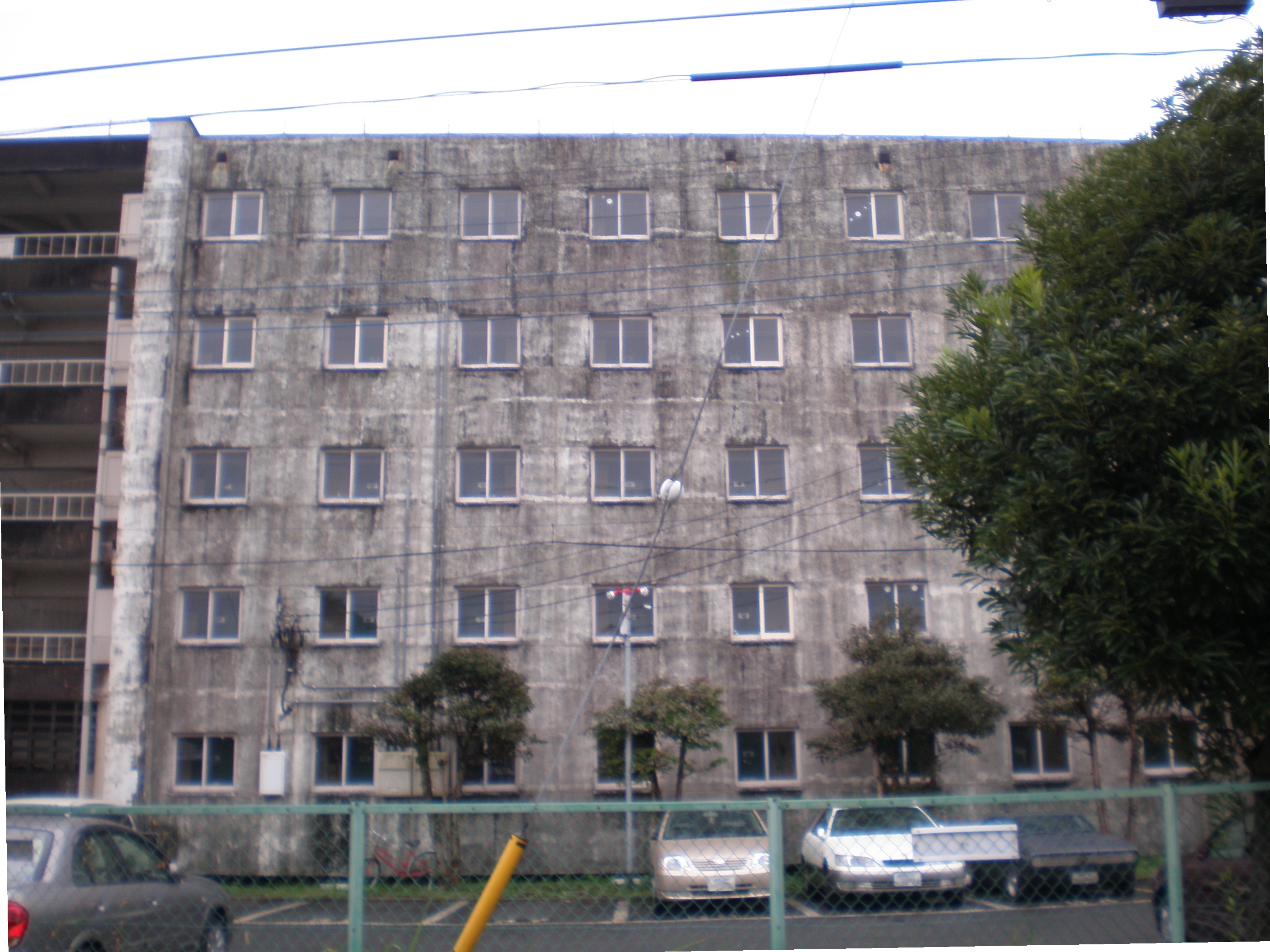
荻窪団地時代の単身棟

## 公団住宅初の団地電話
1960年（昭和35年）には団地内に電話が設置された（団地電話）。また、この団地電話は全国の公団住宅で初めて設置されたものであった。

## 基本データ
（建て替え前） 
- 竣工 - 1958年（昭和33年）
- 構成 - 21棟から構成（1-3号棟が単身住宅）、全875戸
- 所在 - 東京都杉並区荻窪3丁目
  - 中層フラット棟 - 18棟（北廊下型、単身棟は片廊下型）
  - スターハウス - 3棟

（建て替え後：西側敷地のみ） 
- 竣工 - 2011年（平成23年）
- 構成 - 16棟から構成、全411戸
- 所在 - 東京都杉並区荻窪3丁目

## 交通
最寄駅はJR中央線および東京メトロ丸ノ内線荻窪駅。
同駅南口から関東バス荻51：シャレール荻窪行に乗車し、終点で下車。本路線の荻窪二丁目 - シャレール荻窪間は道幅が狭いため、補助誘導員が添乗しており、すれ違いや荻窪二丁目バス停付近での旧環八の出入りなどでバスを誘導する光景が見られる。老人ホームの開設後は、北側の「特養ホームおぎくぼ紫苑前」を周回するようになった。